# Clare West
 (novembre 2023).
Si vous disposez d'ouvrages ou d'articles de référence ou si vous connaissez des sites web de qualité traitant du thème abordé ici, merci de compléter l'article en donnant les références utiles à sa vérifiabilité et en les liant à la section « Notes et références ».
Pour les articles homonymes, voir West.
Clare West, née Clara Belle Smith le 10 mai 1889 au Missouri (États-Unis) et morte le 13 mars 1961,, est une créatrice de costumes américaine. 
Clare West est l'une des premières créatrices de costumes à Hollywood. Elle a fait un travail notable dans les films de D. W. Griffith et Cecil B. DeMille. Reconnaissant l'importance du costume de film, certains la considèrent comme un prédécesseur du look américain.

## Carrière

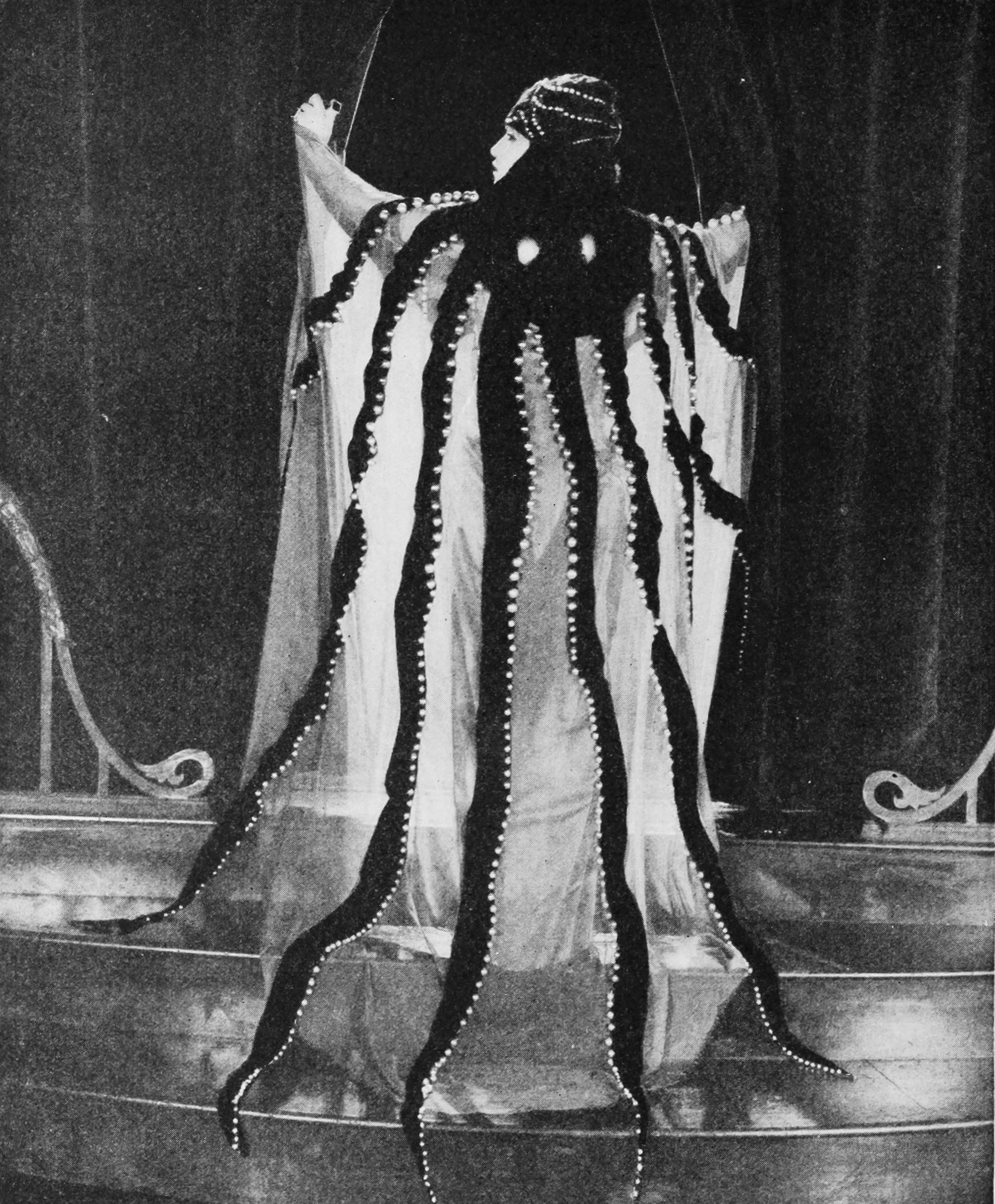
Robe de poulpe conçue par West et portée par Bebe Daniels dans Le cœur nous trompe (1921).

Clare West a commencé sa carrière en passant deux ans à concevoir des costumes pour Intolérance (sorti en 1916) en collaboration avec le designer français Paul Iribe. Les costumes babyloniens du film auraient inspiré les tendances de la mode avec un article dans le Photoplay d'avril 1917 intitulé « Retour à Babylone pour de nouveaux modes ». Le travail impressionnant de West lui a valu le titre de « Studio Designer » à la Triangle Film Corporation. Intolérance est considérée comme le premier film hollywoodien à présenter des costumes conçus pour chaque acteur, y compris des figurants.
Pour Naissance d'une nation (1915) de Griffith, elle crée les costumes visuellement plus cinématographiques du Ku Klux Klan qui ont inspiré la robe actuelle du KKK.
Clare West collabore à dix films de Cecil B. DeMille où le producteur et réalisateur lui a déclaré : « Je veux des vêtements qui feront haleter les gens quand ils les verront... ne concevez donc rien que l'on puisse éventuellement acheter dans un magasin ».
En 1923, Clare West est sous contrat avec Norma Talmadge et Constance Talmadge qui incarnent la « Mountain Girl » dans Intolérance.
Le dernier film auquel elle a participé est L'Empreinte du passé (The Road to Yesterday, 1925) de DeMille.
Clare West meurt en 1961 d'une crise cardiaque.

## Vie privée
Clare West épouse Otis Oscar Hunley le 24 août 1898 avec qui elle a un enfant, Maxwell Otis Hunley, puis le couple divorce en 1902. En 1903, West épouse Marshall Elmer Carriere. Le couple a trois fils puis divorce vers 1912. Malgré le battage médiatique qu'elle aurait étudié la mode à New York et à Paris, il n'y a aucune preuve formelle de cela, bien que DeMille l'ait envoyé à Paris pour rechercher et acheter du matériel pour ses Dix Commandements (1923). En 1920, elle épouse le directeur de la photographie Paul P. Perry dont elle divorce en 1922. Elle ne s'est plus jamais mariée,.

## Postérité
Clare West a été intronisée au Temple de la renommée de la Guilde des concepteurs de costumes en 2003.

## Filmographie
- 1915 : Naissance d'une nation (The Birth of a Nation) de D. W. Griffith
- 1916 : Little Meena's Romance
- 1916 : Intolérance (Intolerance: Love's Struggle Throughout the Ages) de D. W. Griffith
- 1919 : Dust of Desire de Perry N. Vekroff
- 1919 : L'Admirable Crichton (Male and Female) de Cecil B. DeMille
- 1920 : L'Échange (Why Change Your Wife?) de Cecil B. DeMille
- 1920 : L'amour a-t-il un maître ? (Something to Think About) de Cecil B. DeMille
- 1921 : Le Fruit défendu (Forbidden Fruit) de Cecil B. DeMille
- 1921 : Le cœur nous trompe (The Affairs of Anatol) de Cecil B. DeMille
- 1922 : Le Détour (Saturday Night) de Cecil B. DeMille
- 1922 : Le Réquisitoire (Manslaughter) de Cecil B. DeMille
- 1923 : Bella Donna de George Fitzmaurice
- 1923 : Cendres de vengeance (Ashes of Vengeance) de Frank Lloyd
- 1923 : Hollywood de James Cruze (fait aussi une apparition en caméo dans le film)
- 1923 : La Rançon d'un trône (Adam's Rib) de Cecil B. DeMille
- 1923 : Les Dix Commandements (The Ten Commandments) de Cecil B. DeMille
- 1923 : The Song of Love
- 1924 : For Sale
- 1924 : Flirting with Love
- 1924 : La Croisière du Navigator (The Navigator) de Buster Keaton et Donald Crisp
- 1924 : In Every Woman's Life
- 1924 : Secrets
- 1924 : The Goldfish (en)
- 1924 : Sherlock Junior (Sherlock Jr.)
- 1925 : Le Lit d'or (The Golden Bed)
- 1925 : Sa vie (The Lady)
- 1925 : L'Empreinte du passé (The Road to Yesterday)

## Récompenses et distinctions
- (en) Clare West: Awards, sur l'Internet Movie Database